# Église Saint-Joseph de Pau
L'église Saint-Joseph est l'une des églises de Pau dans le département des Pyrénées-Atlantiques, en France.

## Histoire
L'église remplace une chapelle provisoire rectangulaire construite entre 1913 et 1915 dans ce nouveau quartier, périphérique à l'époque. L'église est construite par souscription d'août 1934 à octobre 1935, sur le modèle de Notre-Dame-de-la-Paix de Ribérac selon les plans de l'architecte Jacques Laffillée, gendre du maréchal Joffre. Elle est facilement reconnaissable par son style romano-byzantin, ses coupoles (la coupole centrale mesure 20 mètres de hauteur) et son haut clocher en ciment de 50 mètres de hauteur.
L'édifice a été inscrit à l'inventaire des monuments historiques le 14 décembre 2000.

## Mobilier
La chapelle de la Vierge abrite des statues du sculpteur béarnais Ernest Gabard (sainte Thérèse et saint Antoine de Padoue) ; elle se trouve au bout du bras gauche du transept. Celle de Saint Joseph, au bout du bras droit, abrite deux statues d'Anne-Marie Roux-Colas (saint Michel et sainte Jeanne d'Arc). Une grande mosaïque représentant Le Retour d'Égypte de la Sainte Famille est l'œuvre des frères Mauméjean sur le mur du fond de l'abside formant le chœur. On remarque une colombe eucharistique au-dessus de l'autel de marbre du plateau du Benou. La sépulture de l'abbé Surce, fondateur de l'église, se trouve à l'extérieur près du chevet.

## Culte
Dédiée à saint Joseph, elle appartient au diocèse de Bayonne et dépend de la paroisse du Christ-Sauveur,. Son inauguration a lieu le 27 octobre 1935 par Mgr Houbaut.
La messe dominicale est célébrée à 11 heures et le samedi à 18 heures 30.